# Calanthe versteegii
Calanthe versteegii är en orkidéart som beskrevs av Johannes Jacobus Smith. Calanthe versteegii ingår i släktet Calanthe och familjen orkidéer. Inga underarter finns listade i Catalogue of Life.